# Yahya Kalley
Yahya Kalley (Oxie, 20 maart 2001) is een Zweeds-Gambiaans voetballer die doorgaans speelt als linksback. In juli 2023 verruilde hij FC Groningen voor IFK Norrköping.

## Clubcarrière
Kalley speelde in de jeugd van BK Vången, alvorens hij in 2011 terechtkwam in de opleiding van Malmö FF. De vleugelverdediger verkaste in de zomer van 2020 transfervrij naar IFK Göteborg. Zijn professionele debuut maakte hij op 10 september, toen in de Allsvenskan in het eigen Gamla Ullevi met 0–4 verloren werd van Hammarby IF door een doelpunt van Aron Jóhannsson en drie treffers van Muamer Tanković. Kalley mocht van interim-coach Ferran Sibila in de basis beginnen en werd in de rust naar de kant gehaald ten faveure van Alexander Farnerud. De linksback maakte in de zomer van 2021 voor een bedrag van circa vierhonderdduizend euro de overstap naar FC Groningen, waar hij zijn handtekening zette onder een verbintenis voor de duur van drie seizoenen, met een optie op twee jaar extra. Zijn eerste halve jaar leverde vier competitiewedstrijden op met twee basisplaatsen. In de eerste helft van het seizoen 2022/23 kwam hij vijf keer als invaller in actie. Hierop werd Kalley in de winterstop verhuurd aan IFK Norrköping. Na afloop van deze verhuurperiode nam Norrköping hem definitief over.

## Clubstatistieken
| Seizoen | Club             | Competitie  | Competitie | Competitie | Beker | Beker | Internationaal | Internationaal | Totaal | Totaal |
| Seizoen | Club             | Competitie  | Wed.       | Dlp.       | Wed.  | Dlp.  | Wed.           | Dlp.           | Wed.   | Dlp.   |
| ------- | ---------------- | ----------- | ---------- | ---------- | ----- | ----- | -------------- | -------------- | ------ | ------ |
| 2020    | IFK Göteborg     | Allsvenskan | 9          | 0          | 1     | 0     | 1              | 0              | 11     | 0      |
| 2021    | IFK Göteborg     | Allsvenskan | 8          | 0          | 1     | 0     | —              | —              | 9      | 0      |
| 2021/22 | FC Groningen     | Eredivisie  | 4          | 0          | 0     | 0     | —              | —              | 4      | 0      |
| 2022/23 | FC Groningen     | Eredivisie  | 5          | 0          | 1     | 0     | —              | —              | 6      | 0      |
| 2023    | → IFK Norrköping | Allsvenskan | 13         | 0          | 3     | 0     | —              | —              | 16     | 0      |
| 2023    | IFK Norrköping   | Allsvenskan | 14         | 0          | 4     | 0     | —              | —              | 18     | 0      |
| 2024    | IFK Norrköping   | Allsvenskan | 26         | 0          | 4     | 0     | —              | —              | 30     | 0      |
| Totaal  | Totaal           | Totaal      | 79         | 0          | 14    | 0     | 1              | 0              | 94     | 0      |

Bijgewerkt op 27 december 2024.